# Bradysia dictyophorae
Bradysia dictyophorae är en tvåvingeart som beskrevs av Yang och Zhang 1994. Bradysia dictyophorae ingår i släktet Bradysia och familjen sorgmyggor. Inga underarter finns listade i Catalogue of Life.